# Schneidersgarten
Schneidersgarten ist eine 1,3 Hektar große städtische Parkanlage im Magdeburger Stadtteil Sudenburg. Es ist die einzige Parkanlage des Stadtteils. Sie wird im Süden von der Straße Schneidersgarten, im Osten von der Jordanstraße, im Norden von der Dürerstraße und im Westen von der Brunnerstraße umschlossen.

## Geschichte
Das heutige Gebiet der Parkanlage gehörte zu einem ab 1860 nördlich der noch unbebauten heutigen Halberstädter Straße angelegten Gutshof des Gutsherren Wilhelm Schneider. Der Gutshof umfasste auch eine Zichoriendarre.
Schneider hatte sich hinter seiner auf dem Grundstück errichteten Villa einen kleinen Park mit geschwungenen Wegen angelegt, Schneiders Garten.

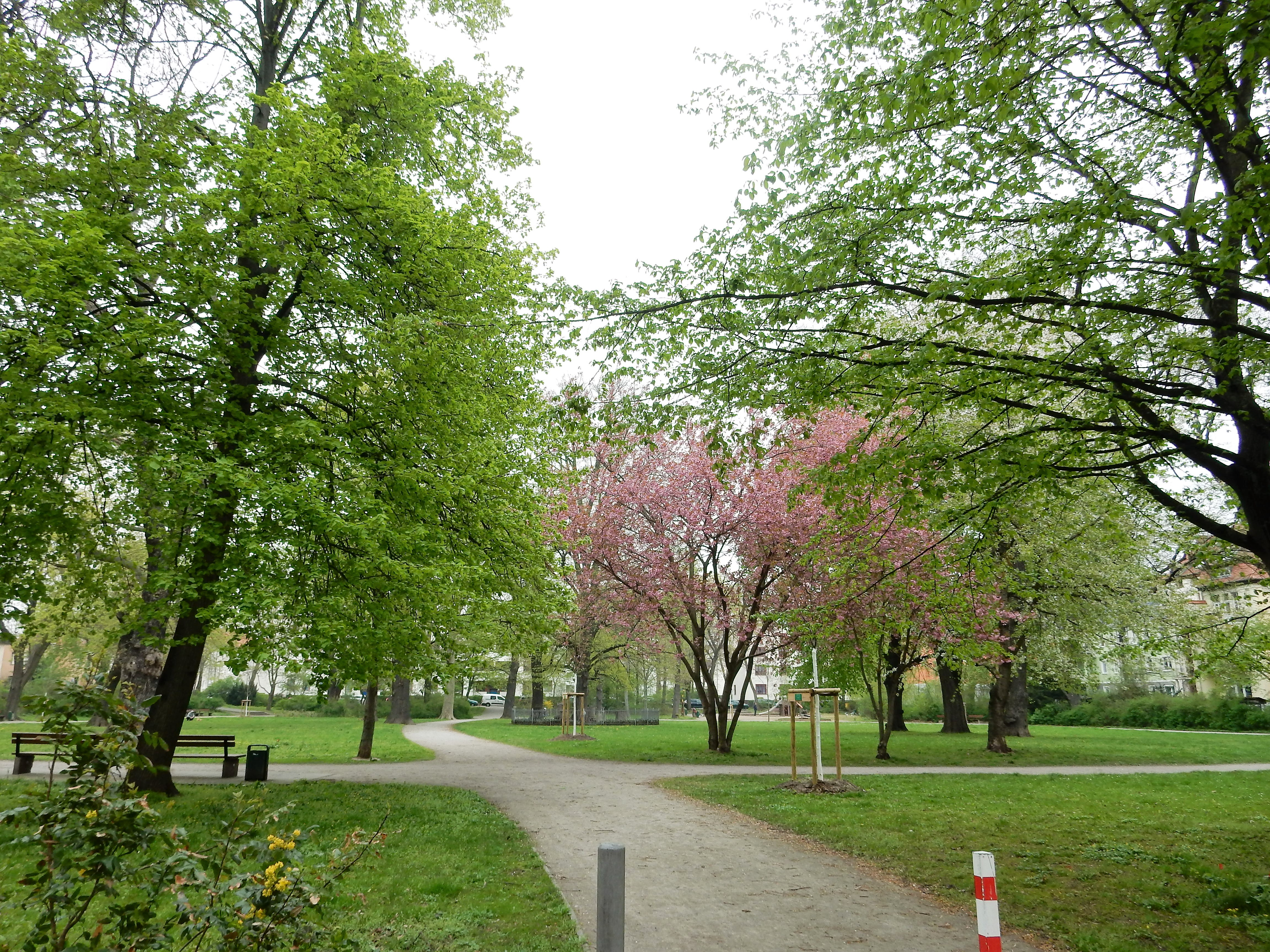
Schneidersgarten, Blick von der Straße Schneidersgarten

Ab 1904 begannen der Verkauf von Parzellen und die Neubebauung der Halberstädter Straße im städtischen Stil. Zwischen 1909 und 1914 wurden sämtliche Gebäude, bis auf das Schneidersche Wohnhaus, abgebrochen. 1922 verzog Herr Johannes Schneider nach München. Das Schneidersche Gut war damit beendet.
Im Zuge der Bebauung des Geländes mit mehrgeschossigem Wohnungsbau setzten sich die Bürger Sudenburgs ab 1905 dafür ein, den von der Familie Schneider geschaffenen Park als öffentlichen Park zu erhalten. Am 30. August 1905 richtete eine Sudenburger Bürgerinitiative ein entsprechendes Schreiben an den Magistrat der Stadt Magdeburg. Tatsächlich nahm daraufhin Stadtrat Walther Kontakt zu Johannes Schneider, dem damaligen Eigentümer, auf um die Möglichkeit eines Erwerbs der Grünanlage durch die Stadt zu sondieren. Die Verhandlungen zogen sich bis 1910 hin. Die Stadt kam Schneider bei der Gestaltung des Bebauungsplanes entgegen und ermöglichte auf den verbleibenden Schneiderschen Grundstücken eine für diesen vorteilhafte Randbebauung. Im Gegenzug erhielt die Stadt die Parkanlage zu einem günstigen Preis. In einem am 6. Juli 1910 geschlossenen Vertrag wurde auch geregelt, dass die im Park befindlichen Grabstellen der Familie Schneider für 30 Jahre unverändert im Park bleiben können. Später war eine Unterbringung der Grabsteine in einer vorgesehenen in Sudenburg neu zu errichtenden Kirche geplant. Die acht Grabsteine befinden sich jedoch bis heute an gleicher Stelle im Park.

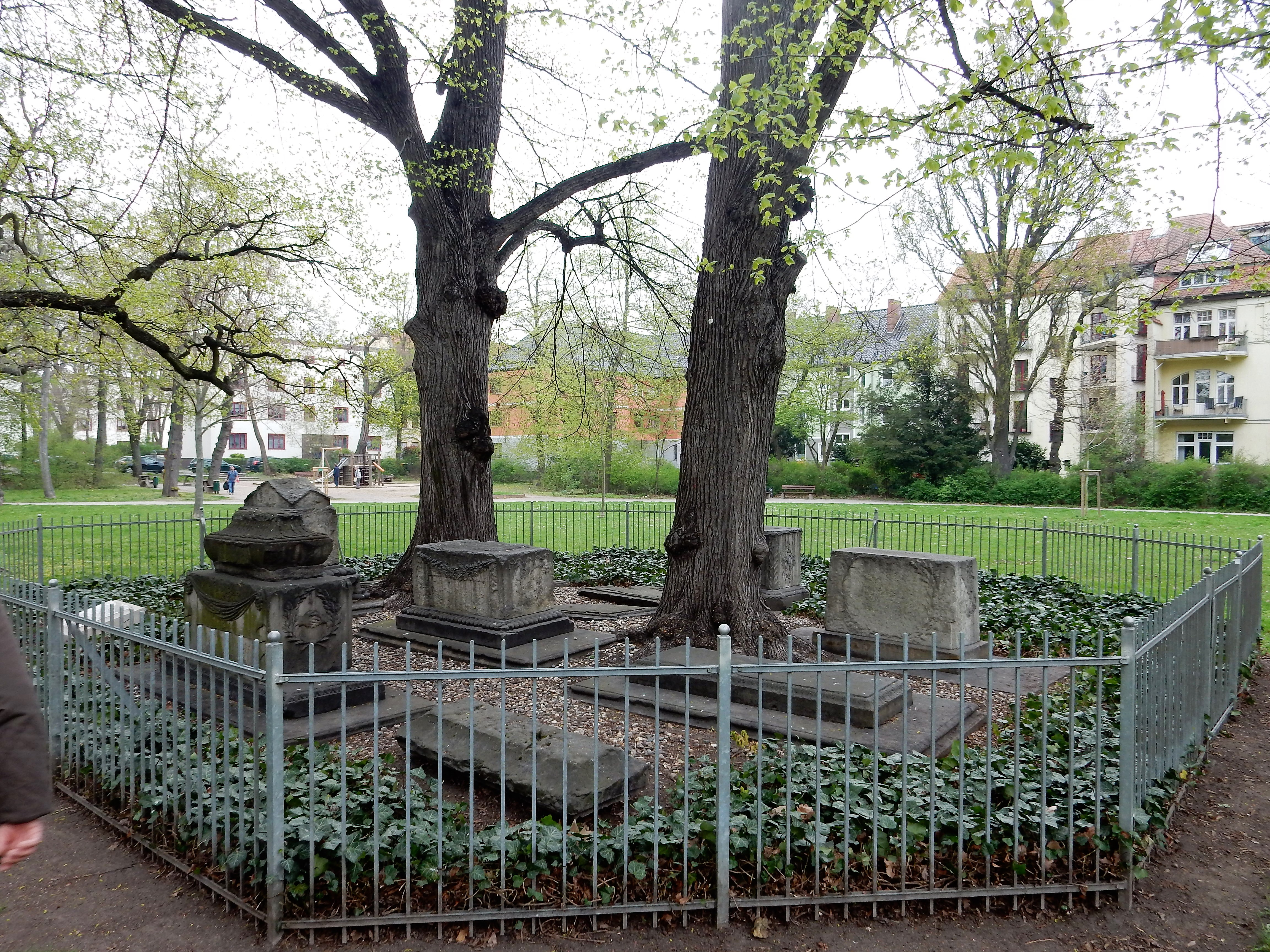
Grabstellen der Familie Schneider

Die Umgebung des Parks ist heute eng mit mehrgeschossigen Wohnhäusern bebaut.
In den Jahren 1928 und 1958 wurde das Wegenetz im Park umgestaltet. Im Jahr 1942 erfolgte aus Gründen des Luftschutzes die Anlage eines Löschwasserteiches in der Parkanlage, der in späteren Jahren wieder entfernt wurde. In der Nordostecke befindet sich ein Kinderspielplatz.
Im Jahr 1992 erfolgte eine Sanierung des Parks. 1993 wurde der Park unter Denkmalschutz gestellt.